# Axel Aubert (företagsledare)
Axel Aubert, född 11 december 1873 i Kristiania (nuvarande Oslo), död där 16 december 1943, var en norsk företagsledare.
Efter teknologiska studier i Berlin och Basel blev Aubert filosofie doktor i Basel 1895, anställdes 1899 vid nitroglycerinfabrikerna vid Engene och blev verkställande direktör där 1909. Åren 1917-1927 var han direktör för Norsk sprængstofindustri och blev 1926 VD för Norsk hydro-elektrisk kvælstof A/S. År 1926 blev Aubert styrelseledamot i Norges Industriforbund och 1928 i I. G. Farbenindustri.